# 13e demi-brigade de Légion étrangère
 (avril 2022).
La 13e demi-brigade de Légion étrangère est une unité de l'armée française. Elle est membre de la Légion étrangère. Créée en 1940, elle est, avec le RTST, l'un des deux régiments ralliant en tant qu'unité constituée les Forces françaises libres (FFL). Elle participa à la plupart des campagnes de l'armée française lors de la Seconde Guerre mondiale.
Après avoir combattu en Indochine de 1946 à 1954, la 13e DBLE rejoint l'Algérie, qu'elle quitte en 1962 à l'indépendance de ce pays. Elle est basée jusqu'en 2011 au quartier Général-Monclar à Djibouti, en vertu d'un accord entre la France et la république de Djibouti après l'accession de ce pays à l'indépendance en 1977. Au cours de l'été 2011, la structure de l'unité a été profondément remaniée à l'occasion de son déménagement aux Émirats arabes unis.
En 2016, elle s'installe dans le camp militaire du Larzac et remonte progressivement en puissance sur le format d'un régiment d'infanterie. La 13e DBLE est actuellement rattachée à la 6e brigade légère blindée.

## Création et différentes dénominations
Cette unité de Légion est créée le 1er mars 1940 dans le cadre du corps expéditionnaire franco-britannique destiné à intervenir initialement en Finlande. Sa première dénomination est 13e demi-brigade de marche des volontaires de la Légion étrangère (13e DBMLE).
Le 1er juillet 1940, le 1er bataillon, avec près de 900 hommes, constitue en Angleterre, au retour de son opération en Norvège, au sein des FFL la 14e demi-brigade de marche des volontaires de la Légion étrangère (14e DBMLE), tandis que le reste de la demi-brigade, 800 hommes issus principalement du 2e bataillon, rentre au Maroc et conserve le nom de 13e demi-brigade de marche des volontaires de la Légion étrangère (13e DBMLE).
Le 4 novembre 1940, la demi-brigade du Maroc est dissoute, ce qui permet aux troupes restées en Angleterre de prendre le nom de 13e demi-brigade de Légion étrangère (13e DBLE).
L’appellation « demi-brigade » est conservée depuis. C'est le seul régiment de l’armée française qui conserve à ce jour cette appellation.

## Chefs de corps
- février 1940 : lieutenant-colonel Raoul Magrin-Vernerey[a]
- 16 septembre 1940 : lieutenant-colonel Alfred Cazaud[b]
- 1er octobre 1941 : lieutenant-colonel Dimitri Amilakvari, MPLF
- 24 octobre 1942 : chef de bataillon Gabriel Bablon
- 17 octobre 1944 : chef de bataillon Paul Arnault[c]
- 25 mars 1945 : lieutenant-colonel Bernard Saint-Hillier[a]
- 1er janvier 1946 : lieutenant-colonel Gabriel Bablon
- 21 août 1946 : lieutenant-colonel Gabriel Brunet de Sairigné, MPLF
- 4 mars 1948 : lieutenant-colonel Paul Arnault[c]
- 1er avril 1949 : lieutenant-colonel René Morel[b]
- 10 avril 1951 : lieutenant-colonel Pierre Clément[b]
- 1er septembre 1952 : lieutenant-colonel Henri Guigard[c]
- 1er septembre 1953 : lieutenant-colonel Jules Gaucher, MPLF
- 19 mars 1954 : lieutenant-colonel Maurice Lemeunier
- 13 mai 1954 : lieutenant-colonel Ange Rossi
- 26 mars 1956 : colonel Louis Marguet
- 6 janvier 1957 : lieutenant-colonel Maurice Senges
- 8 décembre 1958 : lieutenant-colonel Robert Roux[b]
- 7 février 1961 : lieutenant-colonel Albéric Vaillant[d]
- 11 juillet 1961 : lieutenant-colonel Claude Dupuy de Querezieux
- 24 août 1962 : lieutenant-colonel Robert Lacôte[c]
- 13 mai 1965 : lieutenant-colonel Hugues Geoffrey[c]
- 14 juillet 1968 : lieutenant-colonel Gustave Foureau[c]
- 14 juillet 1970 : lieutenant-colonel Alexis Buonfils
- 18 juillet 1972 : lieutenant-colonel Jacques Petré
- 12 août 1974 : lieutenant-colonel Paul Lardry[a]
- 16 août 1976 : lieutenant-colonel Jean-Claude Coullon[d]
- 17 juillet 1978 : lieutenant-colonel Ghislain Gillet[b]
- 17 août 1980 : lieutenant-colonel Jean-Claude Loridon[c]
- 19 août 1982 : lieutenant-colonel Jean Vialle[c]
- 17 août 1984 : lieutenant-colonel Robert Rideau[a]
- 31 juillet 1986 : lieutenant-colonel Claude Champeau
- 31 juillet 1988 : lieutenant-colonel Camille Le Flem[c]
- 1990 : colonel Antoine Ibanez
- 1992 : colonel Jean-Pierre Pérez
- 1994 : lieutenant-colonel Emmanuel Beth[a]
- 1996 : lieutenant-colonel Daniel Nougayrède[c]
- 1998 : lieutenant-colonel Debleds
- 2000 : colonel Jean Maurin[b]
- 2002 : colonel Pierre Henri Chavancy[a]
- 2004 : lieutenant-colonel Henry Billaudel
- 29 juillet 2006 : colonel Thierry Marchand[a]
- 31 juillet 2008 : colonel Thierry Burkhard[d]
- 27 juillet 2010 : colonel Cyril Youchtchenko [c]
- 21 juillet 2011 : lieutenant-colonel Tony Maffeis
- 30 juillet 2013 : colonel Nicolas Heuze
- 30 juillet 2015 : colonel Arnaud Goujon
- 29 juin 2016 : colonel Guillaume Percie du Sert
- 17 juillet 2018 : colonel Jacques Bouffard
- 17 juillet 2020 : colonel Pierre-Henry Aubry
- 30 août 2022 : colonel Thomas Riou
- 21 juin 2024 : colonel Benjamin Brunet

## Historique des campagnes, des batailles et garnisons

### Seconde Guerre mondiale
L'unité est constituée en Afrique du Nord à partir de volontaires des autres unités étrangères stationnées sur place. Elle est alors commandée par le lieutenant-colonel Raoul Magrin-Vernerey (plus tard futur général de Corps d'armée FFL sous le pseudonyme Ralph Monclar) et comprend au départ deux bataillons :
- Le 1er bataillon - CBA Jacques Boyer-Ressès - Fès
- Le 2e bataillon - CBA Guéninchault - Sidi bel-Abbès

À partir du 13 mai 1940, elle livre ses premiers combats en Norvège au sein des troupes du général Béthouart où elle s'empare de Bjervik puis de Narvik. L'opération est un succès, mais l'invasion de la France par les troupes allemandes l'oblige à être rapatriée sur le territoire national. Les pertes en Norvège sont de 8 officiers et de 93 légionnaires dont le CBA Guéninchault.
La 13e DBLE débarque en Bretagne le 4 juin 1940 en vue de constituer l'ossature d'un réduit breton à la mi-juin. Toutefois, devant l'avancée allemande, elle est prise dans la tourmente de la débâcle. Le 21 juin, les rescapés de la demi-brigade réussissent à embarquer et à rejoindre l'Écosse. Ces troupes, qui n'ont pas entendu l'appel du 18 Juin, retrouvent d'autres unités du Corps expéditionnaire de Norvège dans la région de Trentham (en). Certains n'entendent parler de l'appel du 18 Juin que les jours suivants, dans la presse britannique ou par ouï-dire.
Adhérant à cet appel, le capitaine Pierre Kœnig adjoint du lieutenant-colonel Raoul Magrin-Vernerey, convainc celui-ci de se rendre à Londres, où ils ont un entretien avec le général De Gaulle. Magrin-Vernerey y rencontre le général Antoine Béthouart, chef du Corps expéditionnaire français en Scandinavie. Il lui permet de rencontrer ses hommes au camp de Trentham Park (en) le soir du 30 juin. Sur 1 619 légionnaires présents le 28 juin, un peu moins de 900 rallie la France libre, les autres rejoignent le Maroc sous le commandement du général Béthouard.
Rejoignant ensuite le camp d'Aldershot, où sont regroupées les Forces françaises libres, la 14e DBLE participe au défilé du 14 juillet à Londres.
L'unité des Forces françaises libres prend temporairement, entre le 1er juillet et le 2 novembre 1940, le nom de 14e demi-brigade de Légion étrangère, elle se compose :
- D'un état-major (avec une compagnie de commandement et une compagnie régimentaire d'engins) commandé par le CBA Cazaud
- 3 unités de combat
- 1 unité d'accompagnement (appuis)

Elle est alors forte de 25 officiers, 102 sous-officiers et 702 militaires du rang.

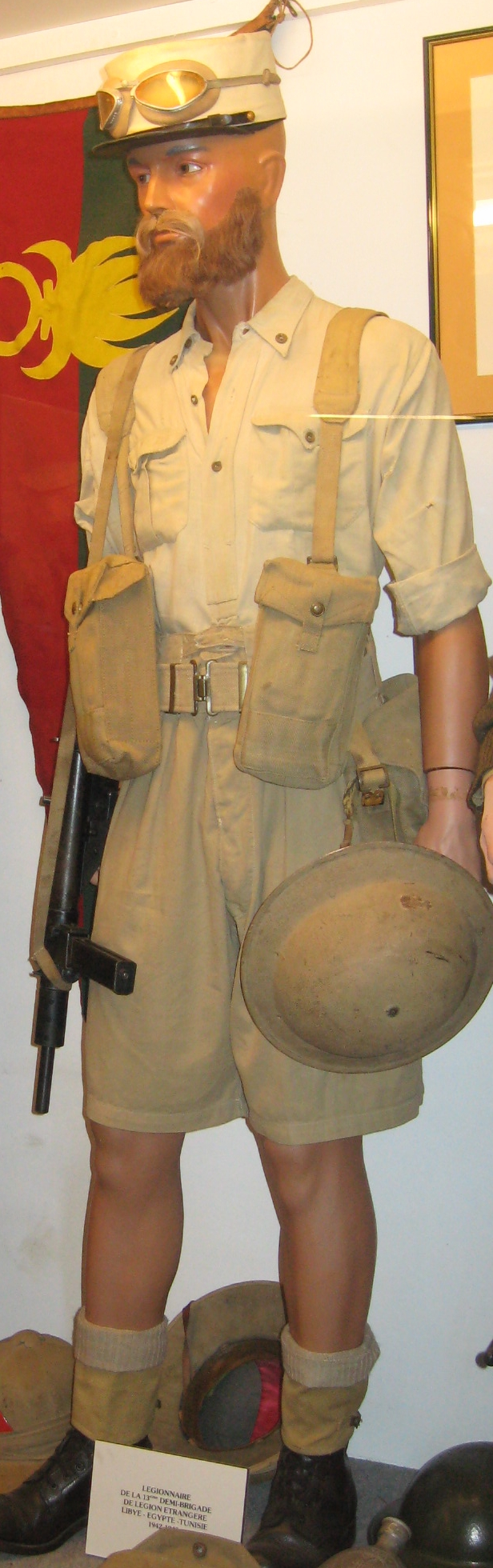
Légionnaire - 1942

Fin septembre 1940, l'unité participe à l'opération Menace contre Dakar. À la suite de l'échec du débarquement au Sénégal, elle finit par débarquer, sous le commandement du lieutenant-colonel Cazaud, en Afrique Équatoriale française pour participer, en novembre 1940, à la campagne du Gabon et au ralliement de la région à la France libre, sous le commandement du général de Larminat.
Elle prend alors la dénomination définitive de 13e DBLE et, au sein de la Brigade française d'Orient, contourne l'Afrique et débarque à Port Soudan le 12 février 1941 pour participer aux combats en Érythrée contre l'armée italienne. La brigade se distingue lors de la bataille de Keren, le 27 mars 1941, puis de Massaoua le 8 avril 1941.
Au cours du mois de mai suivant, l'unité rejoint la Palestine et le camp de Qastina en vue de participer à la Campagne de Syrie. La demi-brigade entre en Syrie le 8 juin et après de durs combats, elle entre à Damas le 21 juin.
Le 6 septembre 1941, le lieutenant-colonel prince Dimitri Zedginidze Amilakvari prend le commandement de l'unité.
En décembre, les 2e (chef de bataillon commandant René Babonneau), et 3e bataillons partent pour l'Afrique du Nord où l'unité, au sein de la Brigade Koenig, font face aux forces de l'Afrika Korps.

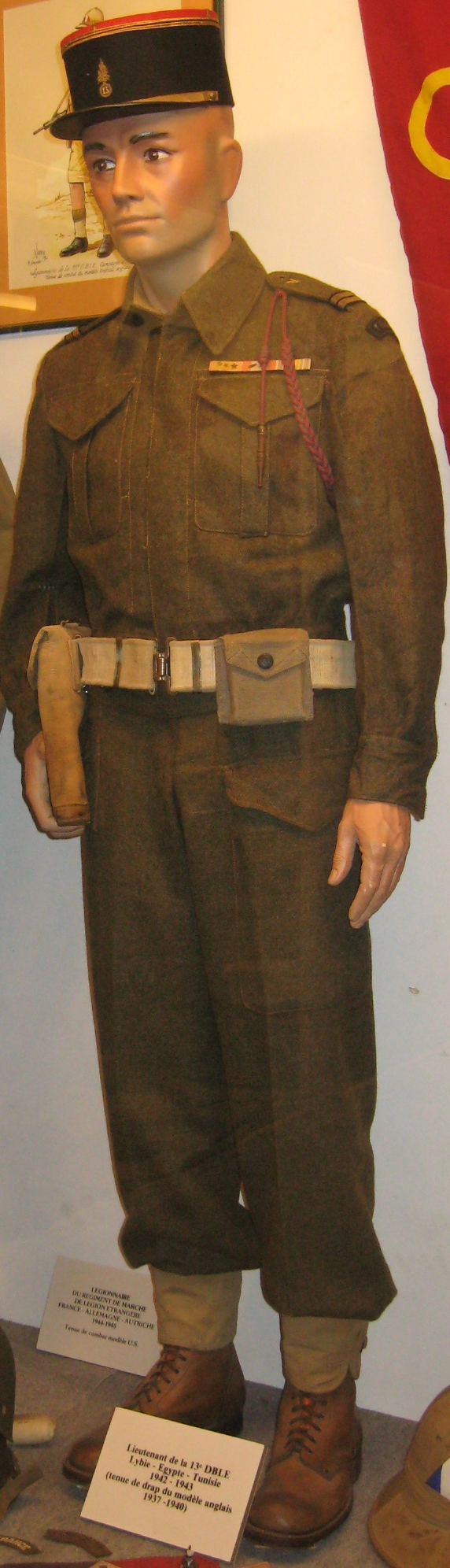
Lieutenant - 1942

Promu chef de bataillon en septembre 1941, entraîneur d'hommes expérimenté, René Babonneau prend le commandement du 2e bataillon. À Bir Hakeim, le 27 mai 1942, il repousse l'attaque de plus de 70 chars de la division Ariete, en détruisant 35. Son bataillon reçoit une citation à l'ordre de l'armée. Resté à l'arrière pour assurer le repli, lors de la sortie de vive force de Bir Hakeim, dans la nuit du 10 au 11 juin 1942, il est fait prisonnier et transféré en Italie, d'où il tente de s'évader par deux fois.
De mai à juin 1942, une partie de l'unité se couvre de gloire à la bataille de Bir-Hakeim. Ce sera l'occasion pour Pierre Messmer, capitaine commandant de compagnie d'écrire plus tard, un livre : La patrouille perdue. Puis la "13" prend part à la seconde bataille d'El Alamein, où son chef le Colonel Amilakvari (Compagnon de la Libération) est tué à El Himeimat.
Lors de la mise sur pied de la 1re DFL, début 1943, la DBLE disparaît en tant que corps de troupe et ses trois unités (le 1er BLE, 2e BLE et la compagnie antichars) sont incorporées dans la 1re brigade de la division.
Elle combat ensuite au sein du Corps expéditionnaire français en Italie puis débarque en Provence dans le cadre de l'opération Dragoon mi-août 1944. La demi-brigade prend part à la libération de la France au sein de la 1re Armée française, notamment au cours de la Bataille des Vosges. En octobre 1944, plus particulièrement, le bataillon de résistants Ukrainiens BUK œuvrant au sein de la Résistance de Haute-Saône est incorporé comme unité indépendante à la demi-brigade. Une telle incorporation est unique dans l'histoire de cette unité.
Le 6 avril 1945, l'unité se voit attribuer la Croix de la Libération.

### Guerre d'Indochine
Désignée pour faire partie du corps expéditionnaire français en Extrême-Orient, la 13e DBLE débarque du SS Ormonde le 6 février 1946 à Saïgon et s’installe au nord de la ville, dans le triangle Gia Dinh -Thu Duc - Hoc Mon.
Les opérations commencent, avec le 19 juin 1946, le premier combat à Mat Cat (Cochinchine). La 13e DBLE est engagée des frontières du Siam jusqu’à Tourane, en passant par la plaine des Joncs. Ses bataillons sont éparpillés.
- Le 1er bataillon au Cambodge poursuit les Khmers issarak. Ceux-ci se réfugient au Siam.
- Le 2e bataillon au Centre Annam défend Tourane, dégage Hué et installe une série de postes autour de Quang Nam.
- Le 3e bataillon affronte les durs combats de Cochinchine, où les embuscades quotidiennes alternent avec des actions de force.

La 13e DBLE participe aux opérations « Vega », « Dragon II et III », « Geneviève », « Jonquille », « Canigou » … Souvent, les adversaires y laissent de nombreux combattants, comme à Largauze le 26 mars 1949. En 1950, la 13e DBLE, rassemblée en Cochinchine, reçoit en renfort un 4e bataillon. Elle est désignée pour se joindre aux unités ayant pour mission de nettoyer la plaine des Joncs, la « plaine maudite »[réf. nécessaire].
Le rythme des opérations s’accentue avec le début de la saison sèche : « Potager », « Normandie », « Ramadan », « Trois Provinces », « Tulipes », « Ulysse 3 », « Neptune », « Revanche ». Après cette opération, la 13e DBLE est à nouveau scindée. Trois bataillons restent en Cochinchine où ils participent à différentes opérations : « Araba », « Mandarine », « Pamplemousse », « Caïman ».
Le 31 janvier 1953, le 4e bataillon est dissous et le 3e bataillon se transforme en bataillon itinérant : il se retrouve au Tonkin, puis à Hué, à Na Sam, Xoang Xa, à Than Hoa, dans une série de durs combats.

#### Histoires vécues
- Le 29 septembre 1946, l’interprète vietnamien du poste de Trunq Chan, mélange du datura aux aliments : 47 légionnaires sont dans le coma, mais huit autres ont heureusement préféré prendre une douche avant le repas. Voyant l’état de leurs camarades, ils demandent des secours et préviennent ainsi l’attaque.
- Un an plus tard, le 19 août 1947, encore une séance d’empoisonnement collectif au poste de Ben Muong. Forts de l’expérience précédente, les ennemis coupent les fils du téléphone et mettent le datura dans le café. Mais un sergent et quatre légionnaires n’ont pas eu le temps d’en boire lorsque l’attaque se déclenche. L’un d’eux traverse inaperçu les lignes ennemies tandis que les autres tiennent tête aux 150 assaillants, pas trop mordants, il est vrai, car ils sont convaincus qu’ils n’ont qu’à attendre pour vaincre sans pertes. Quelques heures plus tard, les renforts arrivent et les attaquants deviennent assiégés.
- Le 24 avril 1947, la sentinelle du poste « Franchini » voit arriver un groupe de soldats français poussant devant eux un prisonnier ligoté. La sentinelle les laisse pénétrer dans le poste, mais à l’intérieur, sur un signe du soi-disant prisonnier, ils ouvrent le feu, tuant les sept légionnaires et quatre partisans de la garnison.
- En avril 1948, un agent du Việt Minh qui propose aux légionnaires des briquets est arrêté. Le prix est très intéressant, mais il s'agit d'un piège : le coton est remplacé par du fulmi-coton destiné à exploser à la première étincelle. Mais les briquets sont vendus sans pierre, le vendeur déclare les avoirs épuisés et quand un légionnaire en sort une de sa poche pour essayer, le vendeur tente de s’enfuir.

#### Combats
- La 13e DBLE est attaquée à Ca Mau par 700 combattants[réf. nécessaire] le 13 juin 1947.
- À Cau Xang neuf légionnaires défendent la tour de garde, jusqu’à la mort.
- Le 23 août 1947, la compagnie d’intervention du 3e bataillon est surprise par un ennemi supérieur en nombre. Les légionnaires forment le carré et repoussent tous les assauts en chantant le « Boudin ». Lorsque la colonne de secours arrive, le poste déplore un tué et quatre blessés, mais l’ennemi se retire avec trois charrettes pleines de morts ou de blessés[réf. nécessaire].
- Le 1er mars 1948, un convoi de permissionnaires et de civils escortés emprunte la route de Saïgon à Dalat et tombe dans une embuscade. Le lieutenant-colonel de Sairigné, chef de corps de la 13e DBLE fait partie des premiers tués. Les adversaires s’emparent de 134 civils pour servir de boucliers[réf. nécessaire]. La poursuite n’aboutit qu’à la récupération d’une partie des otages que l’ennemi est contraint d’abandonner.

#### Bataille de Điện Biên Phủ
Fin 1953, la 13e DBLE se rassemble au Tonkin, le 2e bataillon dans le Delta, les 1er et 3e sont à la bataille de Điện Biên Phủ, où ils tiennent respectivement « Claudine » et « Béatrice ». Au soir du 13 mars 1954, après cinq assauts, « Béatrice » est submergée. Le 3e bataillon est anéanti et avec lui le lieutenant-colonel Gaucher, son chef de corps. Les survivants représentent à peine l’effectif d’une compagnie n'ont pas été reconstitué en bataillon à la base arrière, faute de temps. Le 7 mai, tout est fini. Le camp de Diên Biên Phu est submergé et le 1er bataillon disparaît à son tour. Les fanions de ses unités sont détruits dans les dernières minutes. Seuls quelques fragments de celui de la 2e compagnie pourront être rapportés à Sidi bel-Abbès par des légionnaires qui se le sont partagé avant de tomber aux mains de l’ennemi. La guerre est finie. La 13e DBLE déplore la mise hors de combat de 80 officiers, 307 sous-officiers, 2 334 légionnaires.

### Guerre d'Algérie

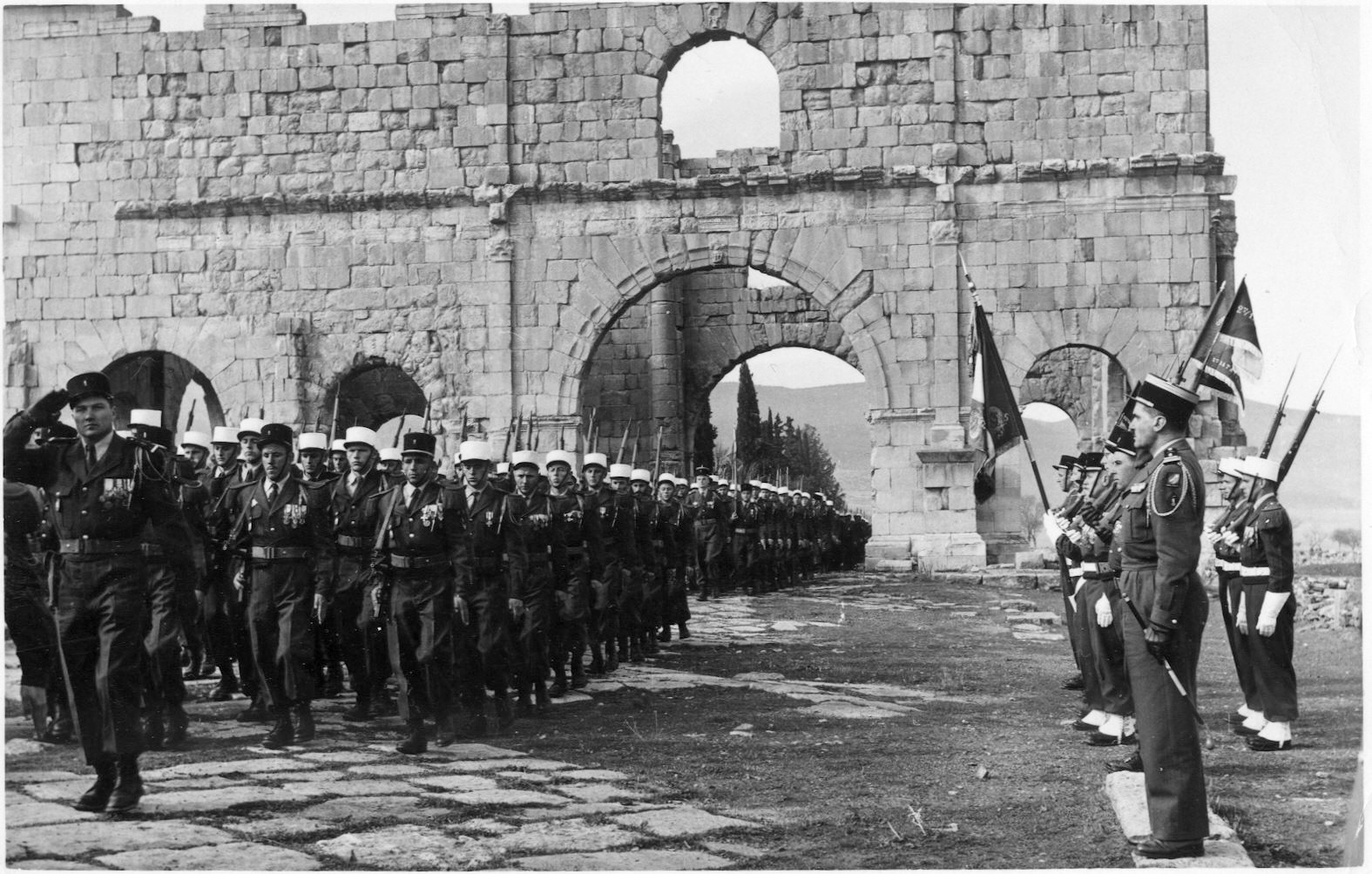
Parade de la 13e DBLE à travers les ruines romaines de Lambèse, en Algérie en 1958. Les légionnaires ont des fusils MAS 49, les officiers et sous-officiers ont des pistolets mitrailleurs MAT 49. Les armes dans les holsters sont probablement des MAC modèle 1950.

En 1955, la 13e DBLE retrouve le continent africain. Engagé dans les opérations de maintien de l’ordre en Algérie, le régiment débarque à Tunis le 28 juin 1955. Basé à Guelma, il rayonne dans le Constantinois, du Nord au Sud, dans les Nememcha. Il trouve des caches d'armes mais pas de combattants. C’est alors le temps de la pacification.
La 13e DBLE construit ou restaure des postes : Khsirane est le premier d’une longue série[Laquelle ?]. La lutte se poursuit dans les djebels, marquée par des combats très durs : Zaouia, Bou Zakadane, Ouindj, djebel Seike… En juillet 1957, un groupe de combattants[Lequel ?] de l'ALN est détruit.
Laissant alors les Nemenchta, la 13e DBLE réduite à deux bataillons s’implante dans les Aurès. Aux pitons arides et désolés succèdent les massifs boisés.
Au début de 1958, trois combats contre les combattants ALN de la bande d’Amrani, oblige ce dernier à refuser le contact et de réagir par la violence sur la population civile. Près de 800 familles viennent, en plein hiver, se masser autour du poste Bou Hamama[réf. nécessaire]. Le 7 mai 1958, à l’issue d’un accrochage à l’oued Kelaa, le cadavre d’Amrani, entouré de ceux de ses tireurs d’élite, est retrouvé sur le terrain.
En octobre 1958, la 13e DBLE devient un régiment d’intervention. Il est alors articulé en huit compagnies de combat, y compris la compagnie portée et la compagnie d'appui, employées, sauf exception, comme les compagnies de fusiliers-voltigeurs. Deux états-majors tactiques (EMT) coiffaient plusieurs compagnies à la demande. En général, les trois premières étaient subordonnées à FEMTI, la 4, la 5 et la 6 à FEMT2, la CP et la CA étant souvent en renfort de l'un ou l'autre EMT. L'effectif théorique est de 1 778 hommes, soit 57 officiers, 249 sous-officiers, 1 472 hommes de troupe. Il était réalisé pour les officiers grâce à une douzaine d'appelés, dont trois du Service de santé, mais inférieur de quelques dizaines pour les sous-officiers et les légionnaires. Il disposait d'une petite harka, qui sera dissoute le juin 1961.
Sa mission itinérante l’amène à travers toute l’Algérie, dans une série d’opérations : « Émeraude », « Dordogne », « Georgevie », « Isère ». De la Kabylie aux montagnes de l’Atlas, d’Alger à la Ligne Challe appelée, « Barrage est » à la frontière tunisienne, puis encore dans les Aurès où, le 10 février 1961, elle met hors de combat 49 combattants de la Willaya 1 et récupère 29 armes. Elle retourne alors dans le fameux « Bec de Canard », sur le barrage est, où les opérations, les patrouilles et les embuscades se succèdent jusqu’à la fin des combats, en mars 1962.
À l'indépendance de l'Algérie, le régiment y laisse 214 tombes[réf. nécessaire].

### Mascotte
En 1958, la société protectrice des animaux d’Angleterre décerne une médaille à la Harka de la 13e DBLE pour avoir recueilli un ânon famélique « Bambi », voué à une mort certaine. Une photo montrant un légionnaire portant Bambi sur son dos lors d'un déplacement de l'unité est publiée sur Paris Match et fait la une de plusieurs journaux.

### 1962-1977
Un premier détachement rejoint Bougie pour s’embarquer, à la fin d’avril 1962, à destination de la côte française des Somalis (actuelle république de Djibouti). Progressivement, les autres unités vont suivre. Le drapeau arrive sur le territoire le 15 octobre de la même année. Les compagnies débarquent les unes après les autres sur leur nouveau lieu de séjour. N’ayant jamais connu la paix durant ses vingt-deux premières années d’existence, la « 13 » va enfin pouvoir justifier la réputation de bâtisseur dont jouissent les unités de la Légion étrangère.
Elle construit ou améliore des postes déjà existants :
- la CCAS s’installe à Gabode ;
- la 1re compagnie à Dikhil ;
- la 2e à Gabode (compagnie de travaux) ;
- la 3e à Ali Sabieh ;
- la 4e à Holl-Holl ;
- l'ER (escadron de reconnaissance) à Oueah.

À cette époque, l’effectif du régiment atteint à peine celui d’un gros bataillon. Le 1er octobre 1968, le régiment se dote d’un escadron de reconnaissance. La 1re compagnie lui cède son lieu d’implantation et part s’installer à Dikhil. La 2e compagnie quitte Obock, prend la dénomination de 2e compagnie de travaux (2e CT) et rejoint l’état-major et la CCAS à Gabode, quartier de Djibouti.
Le 25 août 1966, le président de la République, le général de Gaulle, visite le territoire. Les unités du régiment en tenue de parade lui rendent les honneurs. À la suite de l'apparition de banderoles réclamant l'indépendance du territoire, des manifestations sont déclenchées et trois sections de la 2e compagnie interviennent en tenue de parade vers 20 et 22 heures. Une dizaine de gradés et légionnaires sont blessés dans les affrontements causant officiellement trente-six blessés parmi les forces de l'ordre et dix-neuf chez les manifestants.
Le lendemain, après la mort de deux manifestants le matin, à 14 heures, le chef de corps reçoit l'ordre de faire évacuer la place Lagarde où le général de Gaulle devait prononcer un discours. Les 2e, 3e et 4e compagnies ainsi que deux sections de la CCAS sont désignées. La place est dégagée en vingt-cinq minutes à partir de 16h20. Les affrontements continuent au niveau du « Bender » bloqué par les forces de police renforcées par la Légion. Au total, il y aurait eu un mort et quarante-six blessés dans les forces de l'ordre, trois morts et deux cent trente-huit blessés parmi les manifestants.
Les jours suivants, un couvre-feu est instauré sur la « ville indigène », qui est quadrillée et fouillée par les patrouilles. À partir du 14 septembre, la « 13 » ainsi que le 57e RIAOM[réf. nécessaire] installent un barrage qui encercle la ville pour filtrer les entrées et sorties. Composé de rangées de barbelés (dits «ribards») et de miradors sur 14 kilomètres de long, il est maintenu jusqu'à l'indépendance et même au-delà. Le nombre de personnes tuées en essayant de le franchir reste indéterminé.
Le 20 mars 1967, lendemain d'un référendum sur l'autonomie du territoire, des manifestations indépendantistes sont à nouveau réprimées par les hommes de la 3e compagnie. La fin de l'année 1967 et l'année 1968 seront encore l'occasion de nombreuses tensions et d'opérations de maintien de l'ordre.
En 1976 le régiment et notamment l’escadron de reconnaissance intervient lors de l’affaire de Loyada.

### 1977 à 2011
Après l'accession à l'indépendance de la république de Djibouti (1977), la 13e DBLE participe régulièrement à des missions militaires ou humanitaire au profit du territoire ou dans la Corne de l'Afrique.
Après l'indépendance, la 1re compagnie quitte Dikhil pour Obock et la première section. Elle est affectée à Mazagran (ancien camp CILA). Courant 1978 la compagnie est dissoute et ses personnels affecté dans les autres unités de la 13.
En 1979, la 4e compagnie est dissoute. Son poste de Holhol est cédé à l’AND (Armée nationale djiboutienne). Le régiment ne conserve alors que la 3e compagnie, la 2e CT, la CCAS, l’escadron et la compagnie tournante du 2e REP (compagnie détachée pour quatre mois), basée à Arta.
Les engagements opérationnels se succèdent. En mai 1991, le régiment assure le contrôle des frontières du pays, lesquelles sont submergées par un afflux massif de réfugiés en provenance d’Éthiopie et recueille, accueille et désarme une division éthiopienne (opération Godoria). En mars 1992, ce sera l’opération Iskoutir.
En décembre 1992, c’est l’opération Oryx, en Somalie, puis quelques mois plus tard l’opération ONUSOM II, où les légionnaires de la 13 servent pour la première fois de leur histoire sous le casque bleu de l’ONU.
En juin 1994, la 3e compagnie est dépêchée au Rwanda dans le cadre de l’opération Turquoise et l’unité participe aussi à l'opération Diapason au Yémen. Cette même année, en mai, la COMPARA (compagnie parachutiste), stationnée à Arta et armée par le 2e REP est dissoute.
Il convient d’ajouter à toutes ces opérations les aides ponctuelles apportées par la demi-brigade à la jeune république lors des catastrophes naturelles qui la secouent régulièrement. Les légionnaires interviendront ainsi dans le cadre des mesures prises face aux inondations mais aussi face à la sécheresse, pour venir en aide à une population à chaque fois durement touchée. La 2e CT est régulièrement mise à contribution pour effectuer divers travaux et diverses constructions sur le territoire. Les stèles commémoratives de la Légion marquent les efforts d’une section ayant œuvré au profit de la collectivité sur les routes du territoire.
Outre cette dernière spécificité, la 2e CT prendra la dénomination de 2e CAT (compagnie d'appuis et de travaux) en se dotant de deux sections d’appui, l'une composée de six mortiers de 120 mm et l'autre de huit postes de tir Milan.
Cette compagnie est dissoute en 1998 pour laisser place à une compagnie de génie tournante armée par des légionnaires du 1er REG puis du 2e REG.
En 2000, c'est au tour de la 3e compagnie d'infanterie de disparaître, remplacée elle aussi par une unité tournante armée alternativement par les unités des 2e REI et 2e REP. Cette unité d'infanterie de la 13 avait pourtant un caractère unique. En effet, à l'instar des compagnies du 2e REP, chacune de ses sections avait une spécialité. La section de commandement disposait d’un groupe de mortiers de 81 mm. La 1re section perfectionnait ses savoir-faire dans le domaine du sabotage et de la manipulation des explosifs. La 2e section regroupait les nageurs de reconnaissance qui étaient chargés de missions d’infiltration par voie maritime utilisant le bateau pneumatique ou la palme. La 3e section regroupait les tireurs d’élites du régiment et disposait de Barret et de FRF2. Enfin, la 4e section disposait de cinq VAB dont deux équipés de canons de 20 mm.
En 2001, la compagnie de maintenance des FFDj est rattachée à la demi-brigade.
En 2002, des éléments de la demi-brigade sont projetés en république de Côte d'Ivoire dans le cadre de l'opération Licorne.
Après une intervention à caractère humanitaire, où une section du génie est projetée en Indonésie en 2005 (opération Béryx), pour apporter assistance et aide aux victimes du tsunami, la 13 renoue avec l'opérationnel en mars 2007. L'état major tactique, la compagnie d'infanterie et un détachement du génie sont envoyés d'urgence au nord de la République centrafricaine pour sécuriser et endiguer la propagation de la violence dans la zone des trois frontières (Tchad, RCA, Soudan) à Birao.
En outre, les légionnaires de l'unité sont, depuis le début des années 2000, régulièrement engagés sous forme de DIO (détachements d'instruction opérationnels) au profit de pays voisins (Éthiopie, Ouganda, Émirats arabes unis, Qatar, Koweït, etc.).

### 2011 à 2015: aux Émirats arabes unis
Le 31 juillet 2011, la 13e DBLE a quitté Djibouti pour s'implanter à Abou Dhabi dans l'Implantation militaire française aux Émirats arabes unis.
Ce déménagement a été l'occasion d'une profonde restructuration, l'unité passant du statut d'unité de combat opérationnelle interarmes à celui d'unité support de forces projetées.
Elle continue néanmoins à être une tête de pont pour des opérations dans la région (opération Tamour en 2012) et a dépêché un détachement de formation d'une cinquantaine de personnels en 2015 auprès des forces antiterroriste de l'armée irakienne.
Comme toutes les unités outre-mer, la 13e DBLE était composée en partie de permanents et en partie d'unités en mission de courte durée (MCD) de 4 mois. La particularité de la Phalange Magnifique est que ses personnels en MCD sont presque tous issus de la Légion étrangère.
Les grands espaces désertiques et les facilités de la coopération interarmées permettent un entraînement de qualité aux unités sur place. Elles peuvent ainsi s'aguerrir au combat en zone désertique.

### À partir de 2016: remontée en effectifs et installation au camp du Larzac
Le 30 juillet 2015, le transfert de la 13e DBLE au camp du Larzac, dans l'Aveyron, est annoncé pour 2016. En 2016, la 13e DBLE rejoint le camp du Larzac pour intégrer la 6e BLB. C'est ainsi qu'elle retrouve le territoire national qu'elle avait quitté à sa création, en 1940. Pour l'anecdote, c'est dans ce même camp du Larzac que l'unité fut constituée (et prit son nom le 27 mars 1940) en regroupant des éléments venus d'Afrique du Nord,.
À partir de janvier 2016, avec une demi-compagnie de commandement et de logistique (CCL), et deux compagnies de combat, ses effectifs passent de 69 à 390 puis 450 légionnaires, suivis en 2017 du reste de la CCL de deux autres compagnies de combat et en 2018 d'une cinquième compagnie de combat et de la compagnie d'éclairage et d'appui.
En 2018, son effectif est de 1 300 légionnaires au sein de cinq compagnies de combat, une compagnie de soutien (CCL), une compagnie d'appui (CA) ainsi que d'une compagnie de combat de réserve (8CIE).
La 13e DBLE est une des premières unités de l'armée française à être équipées, dès juin 2017, du HK 416 F en remplacement du FAMAS.
Le régiment est projeté au Mali dans le cadre de l'opération Barkhane de février à juin 2018. Il y déploie la compagnie de commandement et de logistique, la 1re et la 2e compagnie ainsi que des éléments de la compagnie d'appui (SAED et tireurs d'élite).
Fin 2019, un détachement est déployé en République centrafricaine au sein de l'EUTM RCA pour former les cadres de l'armée du pays.
En 2020, la demi-brigade est engagée en début d'année au sein de l'opération Chammal en Irak (février à mars 2020) ainsi qu'au sein de l'OPINT (opération intérieure) Résilience à Bordeaux.

## Situation géographique
Implanté sur les communes de La Cavalerie, de Millau et de Nant, le camp national du Larzac fait partie de la zone de gestion du parc naturel régional des Grands Causses. Ce parc s’étend sur une superficie de 32 676 hectares dont 3 043 sont réservés aux activités militaires du camp.
Le causse du Larzac, pays des Templiers et des Hospitaliers (La Couvertoirade), est le plus vaste des causses majeurs de la région. Le camp du Larzac est situé à 20 km de Millau, 100 km de Montpellier et 250 km de Clermont-Ferrand.

## Traditions

### Devise
« More Majorum » (« À la manière de nos anciens »)

### Drapeau
Il porte, cousues en lettres d'or dans ses plis, les inscriptions suivantes , :
- Camerone 1863
- Bjervik-Narvik 1940
- Keren-Massaouah 1941
- Bir-Hakeim 1942
- El-Alamein 1942
- Rome 1944
- Colmar 1945
- Authion 1945
- Indochine 1945-1954
- AFN 1955-1962

### Décorations et insignes

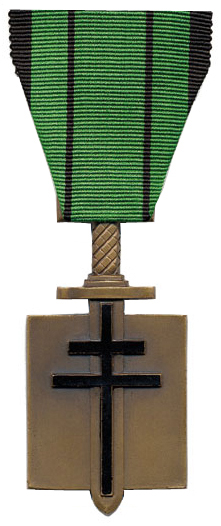
Croix de la libération
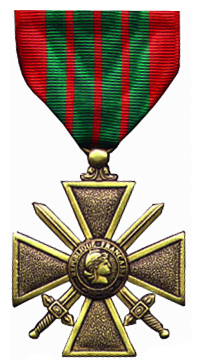
Croix de guerre 39-45
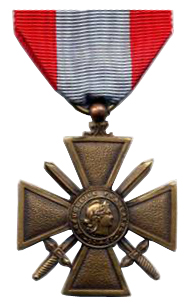
Croix de guerre des TOE
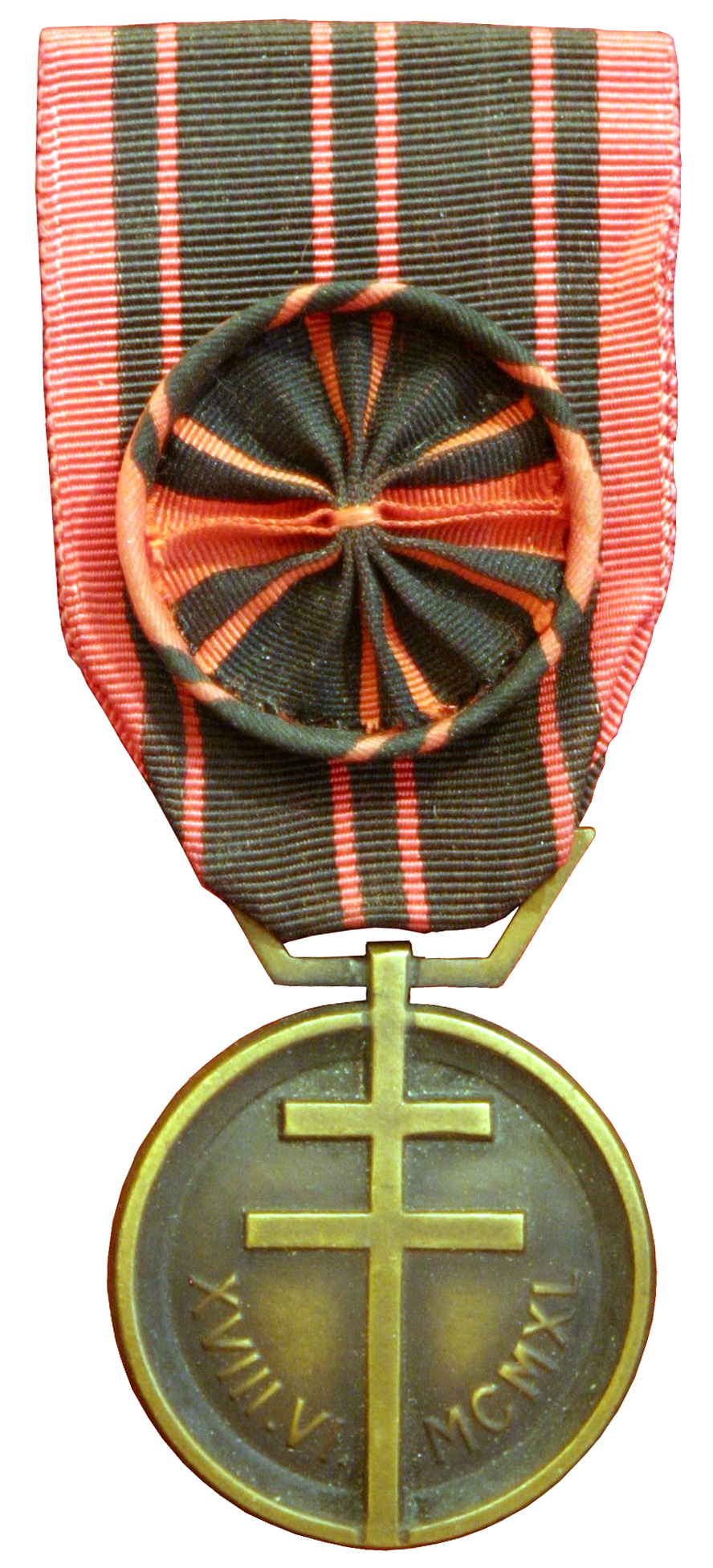
Médaille de la Résistance française
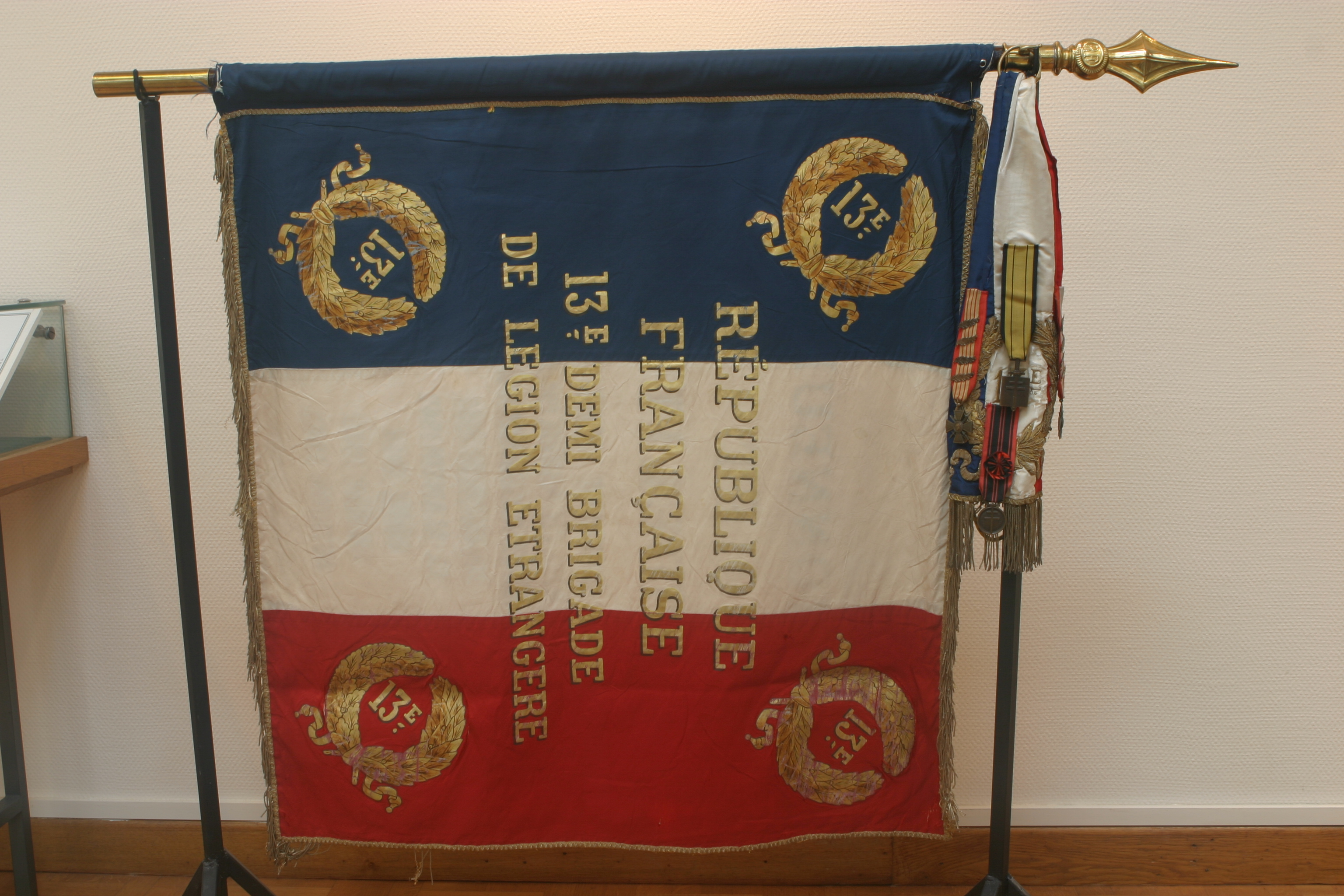
Drapeau de la 13e DBLE
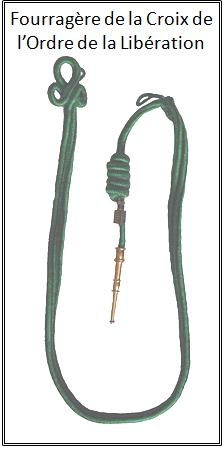
Fourragère aux couleurs du ruban de la Croix de la libération
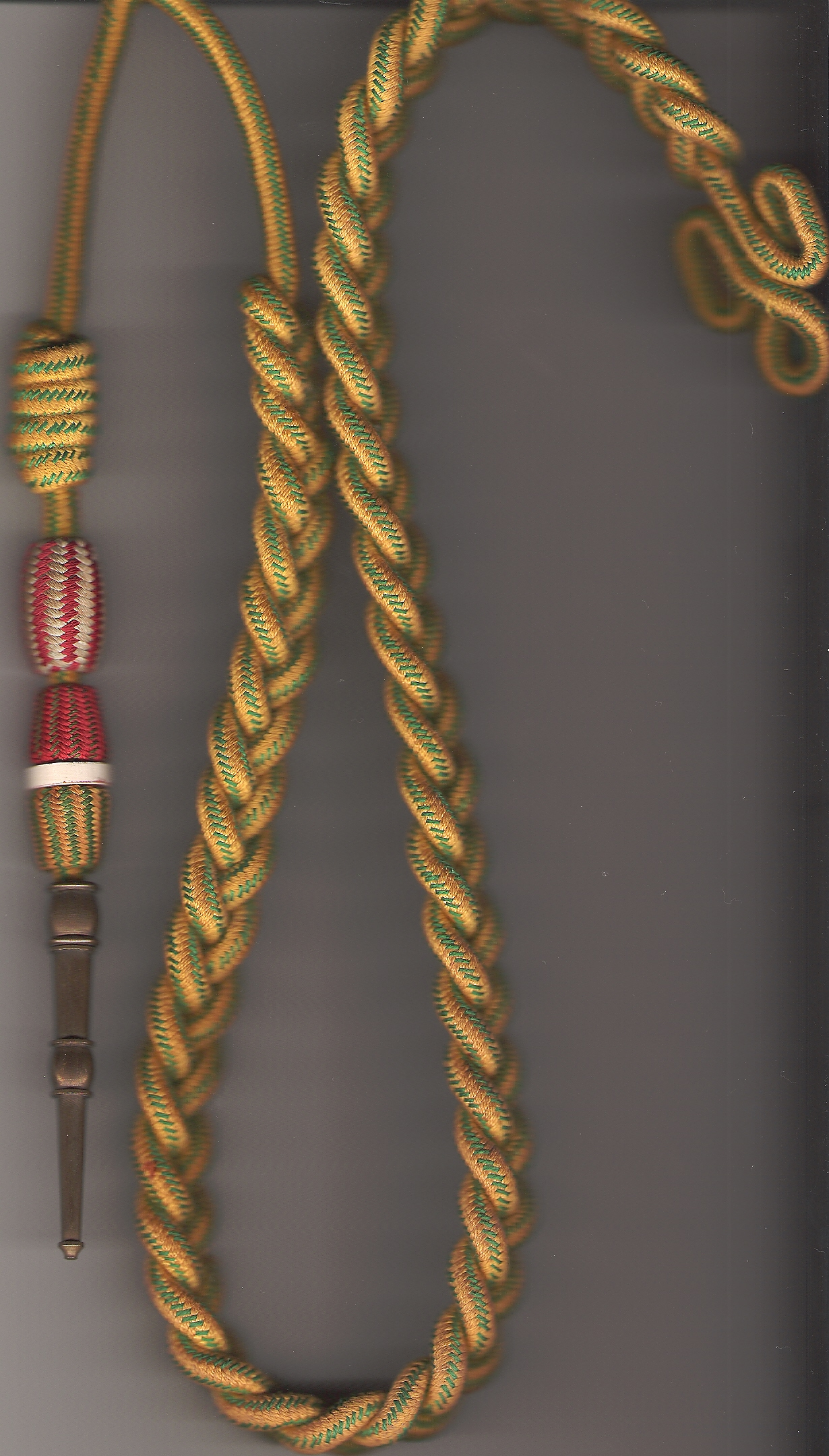
Fourragère aux couleurs du ruban de la Médaille militaire
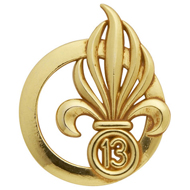
Insigne de béret de la 13e DBLE

Le drapeau fait l'objet des citations et des décorations suivantes :
- la Croix de la libération;
- 4 citations à l'ordre de l'armée avec attribution de la Croix de guerre 1939-1945;
- 4 citations à l'ordre de l'armée avec attribution de la Croix de guerre des Théâtres d'opérations extérieurs;
- 1 citation à l'ordre du Corps d'armée avec attribution de la Croix de la valeur militaire;
- médaille de la Résistance française avec rosette;
- croix d'Officier dans l'Ordre du 27 juin (ordre de l'indépendance djiboutienne)[28].

Ses hommes sont autorisés à porter :
- la fourragère aux couleurs du ruban de la Médaille militaire en récompense des citations obtenues sur la Croix de guerre 39/45
- la fourragère aux couleurs du ruban de la Médaille militaire en récompense des citations obtenues sur la Croix de guerre des TOE[29]
- la fourragère aux couleurs du ruban de la Croix de la libération (depuis le 18 juin 1996)[30]

## Faits d'armes faisant particulièrement honneur au régiment
- Seconde Guerre mondiale
  - Bataille de Narvik
  - El-Alamein
  - Bir Hakeim
  - Libération d'Autun
  - Poche de Colmar
  - Réduction des poches allemandes dans le massif de l'Authion
- Guerre d'Indochine
  - Bataille de Điện Biên Phủ
- Guerre d'Algérie
- Interventions en Somalie en 1992-1993, (Opération Oryx et Opération Restore Hope)

## Organisations

### Organisation en juin 2001
Avant de changer de format et de s'implanter aux EAU, la 13e Demi-brigade de Légion étrangère était une unité combattante à vocation interarmes composée d'environ 800 hommes dont 320 permanents.
- La CCS ou Compagnie de Commandement et de Soutien, est mixte, composée de légionnaires en MCD et de permanents. Elle regroupe tous les services projetables, nécessaire au commandement du régiment (transmissions, bureau opération, infirmiers, section transport, etc.). Elle arme aussi le CECAP (Centre d'entraînement au combat d'Arta Plage) qui organise les stages d'aguerrissement au milieu désertique et enseigne les savoir-faire tactiques propres au combat en zone désertique. Il forme les unités des FFDJ (Forces Françaises Stationnées à Djibouti), mais aussi les officiers de l'école d'application de l'infanterie ainsi que des unités étrangères.

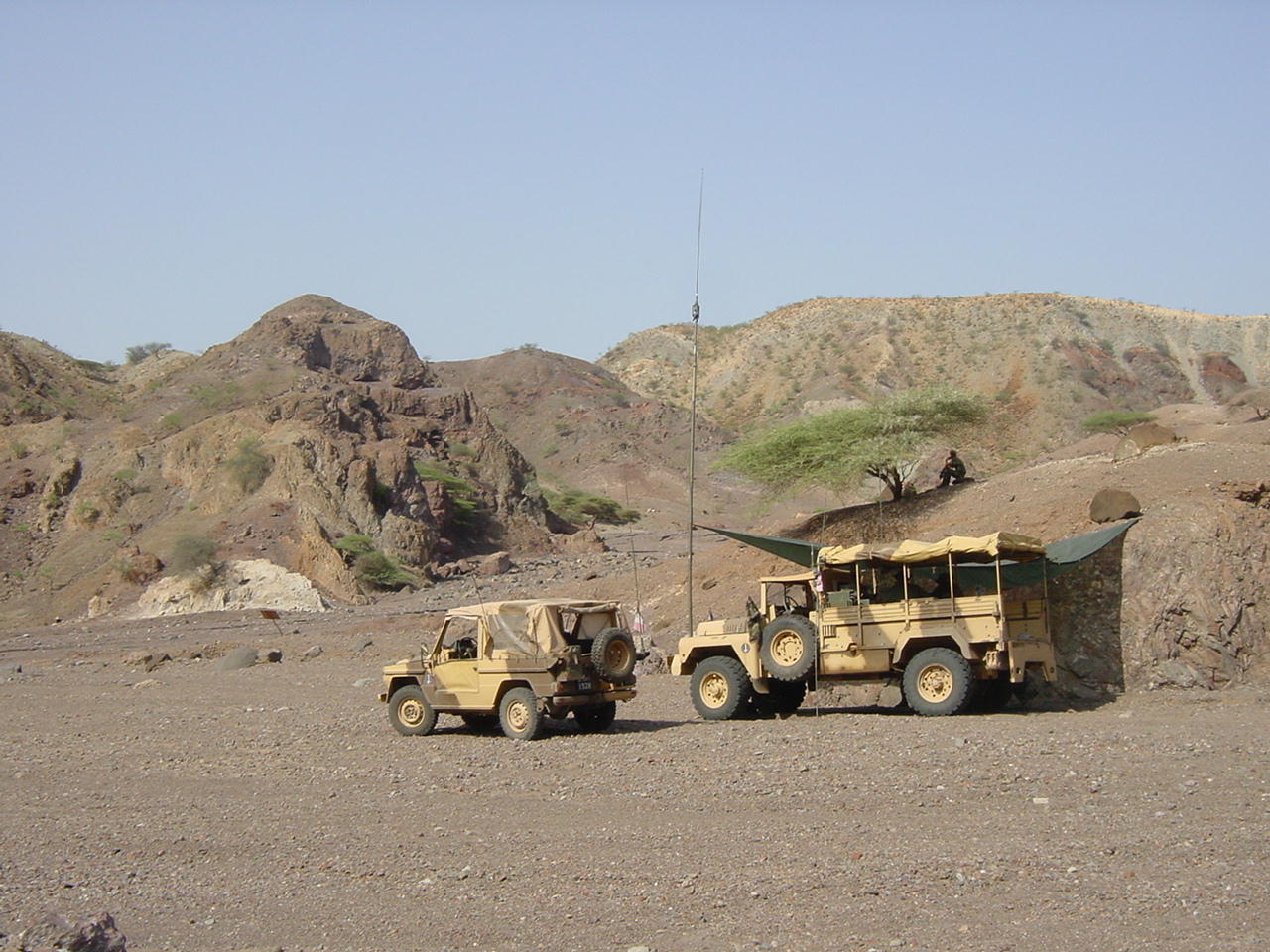
Station radio dans un oued

- La CM ou Compagnie de Maintenance. Cette compagnie est doublement mixte puisqu'elle compte en son sein à la fois des légionnaires et des soldats de l'arme du matériel, en MCD ou en poste permanent. Elle assure la maintenance de toutes les unités de l'Armée de terre présentes sur le territoire.
- L'ER ou Escadron de Reconnaissance (unité élémentaire permanente). L'escadron, formé essentiellement de légionnaires en provenance du 1er REC est stationné en poste isolé, au poste Brunet de Sairigné, à Oueah, à 40 km de Djibouti depuis 1968. Il est équipé de blindés légers à roues de type ERC-90 Sagaie et de véhicules légers tout-terrains P4. Il est autonome sur le plan de la vie courante, de l’entretien de ses matériels et de son infrastructure.
- La Compagnie d'Infanterie. Armée alternativement par une compagnie du 2e REI ou du 2e REP, elle est équipée de VAB (véhicules de l'avant blindé) et de VLRA (véhicules légers de reconnaissance et d'appui). Elle est constituée d'une section commandement, d'une section d'appui (un groupe de mortier de 81 mm et un groupe de missiles Milan) et de trois sections de combat.
- La Compagnie de Génie. Provenant du 1er ou du 2e REG elle est composée d'une section de commandement, de trois sections de génie combat, d'une section appui et d'une section travaux. Cette dernière est en général chargée de le remise en état des routes ou pistes d'aérodromes sur le territoire. Il arrive qu'une de ces sections passe toute sa MCD dans le désert, sous tente, à tracer une piste, dans la plus pure tradition des légionnaires bâtisseurs.

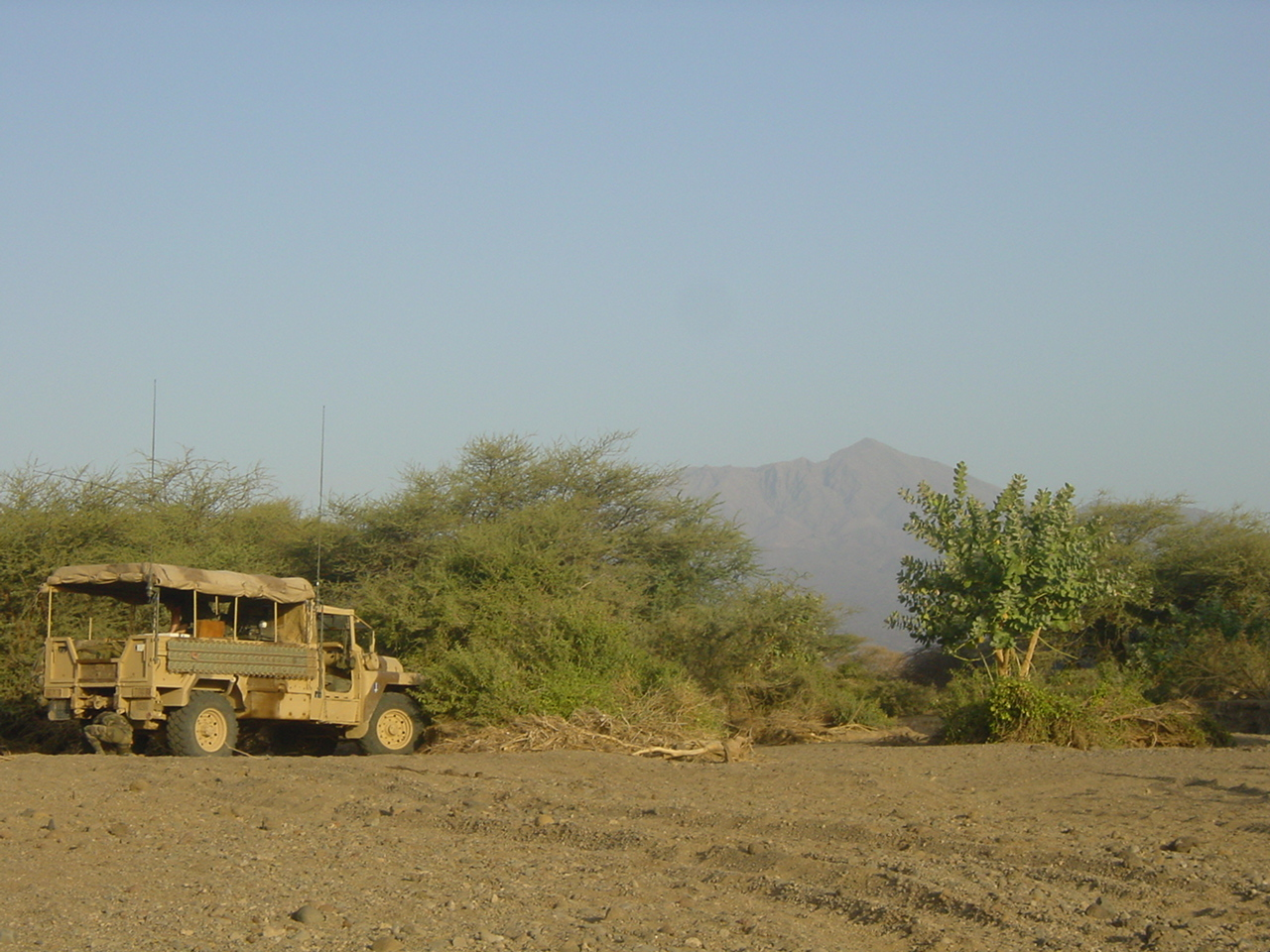
Le mont Moussa Ali dans le nord djiboutien
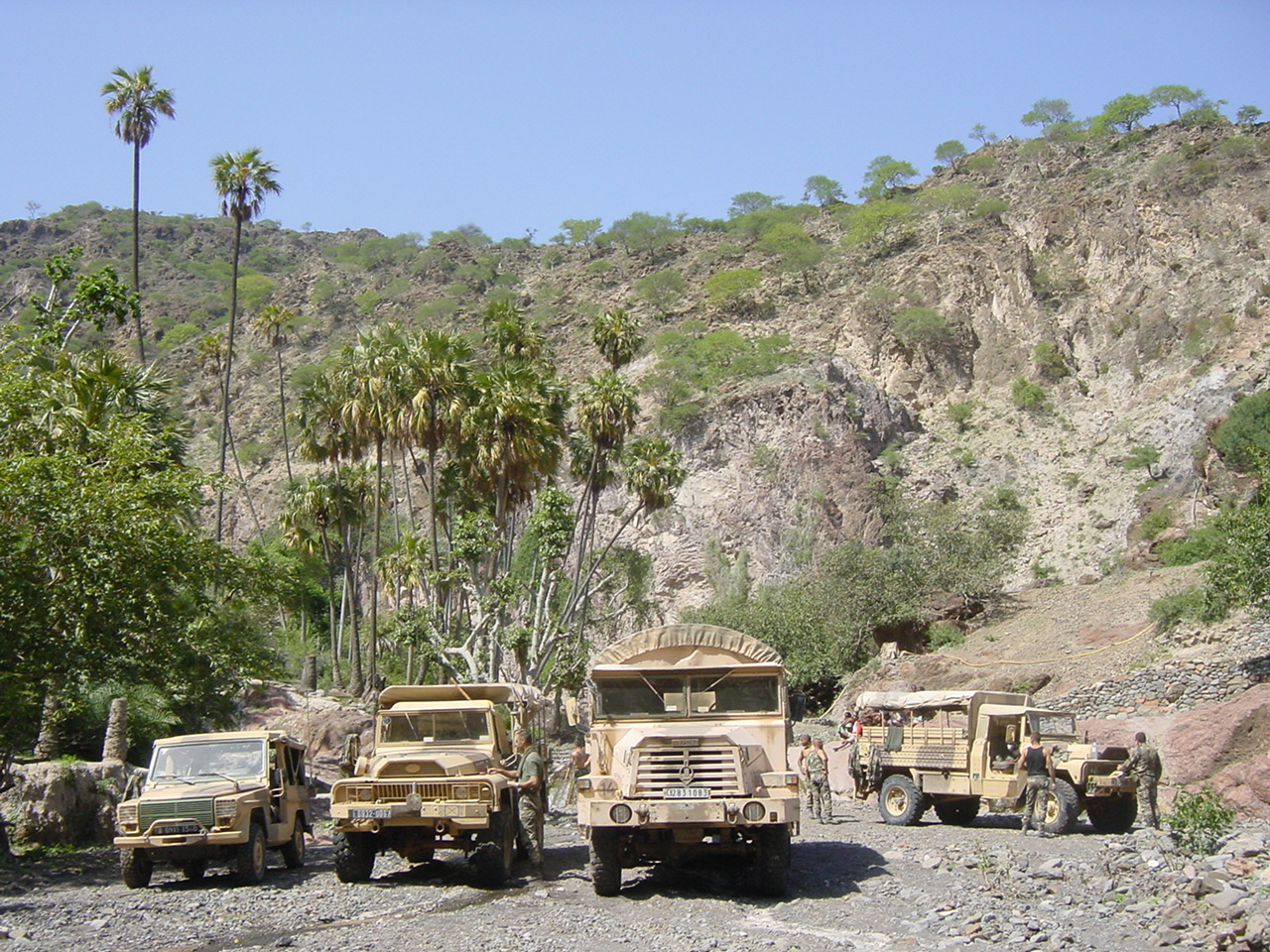
Bivouac à Bankoualé
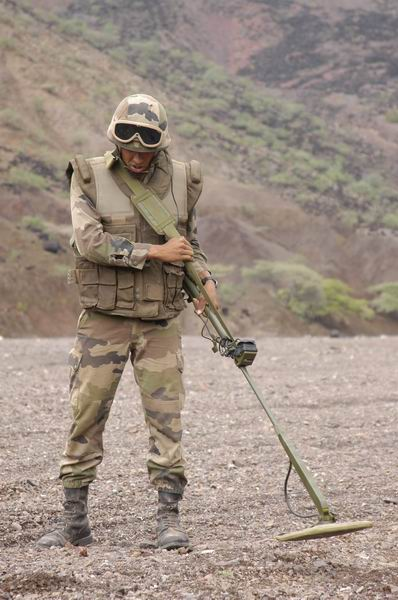
Démineur dans le désert
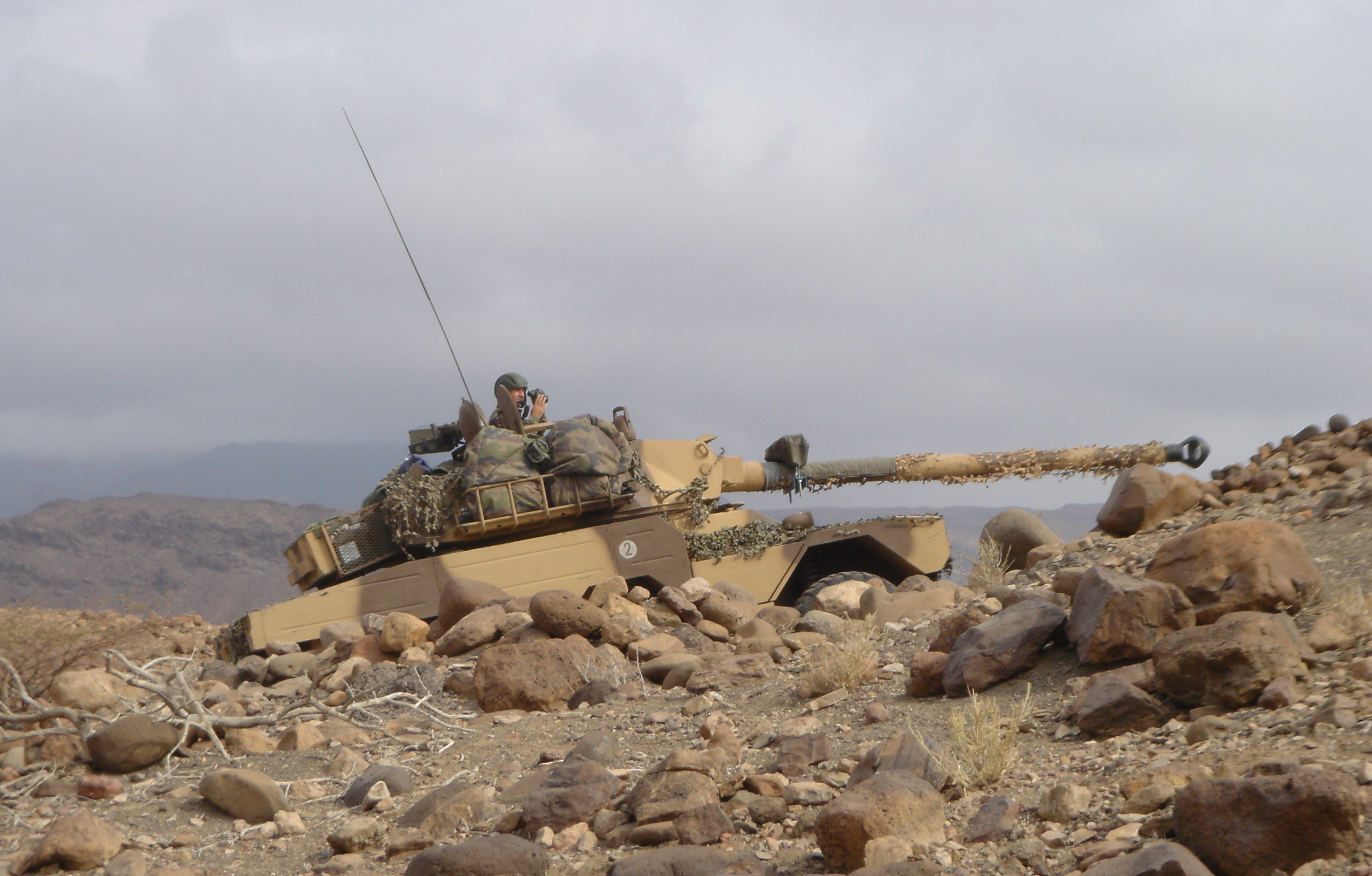
ERC-90 Sagaie dans le désert djiboutien en 2005
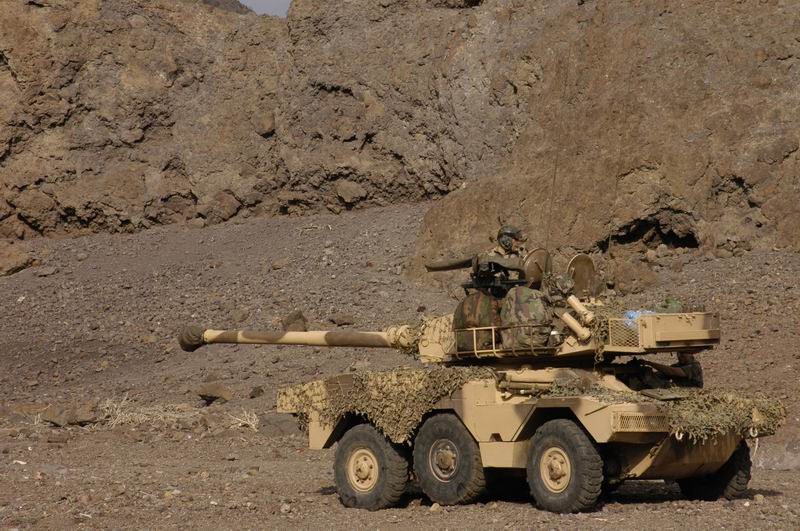
ERC 90 Sagaie dans le désert djiboutien en 2005

### Organisation entre 2011 et 2015
la 13e DBLE devient, en 2011, le corps support du « groupement terre » de l'implantation militaire aux Émirats arabes unis. Elle se décompose en une unité de support (noyau dur de l'unité) ainsi que d'unités envoyées sur place en missions de courte durée (4 mois) composées comme suit :
- entre 80 et 100 hommes issus des unités de Légion étrangère au titre des éléments supports ;
- une compagnie d'infanterie (fournie alternativement par le 2e REP et le 2e REI), dite « compagnie captive » ;
- une unité d'artillerie armant les canons automoteurs CAESAR.

### Organisation en 2018
Transférée au camp du Larzac en 2016, la 13e demi-brigade de Légion étrangère est réorganisée comme régiment d'infanterie dans le cadre du plan de l'Armée de terre « Au contact », atteignant en 2018 un effectif de 1 300 hommes articulé en huit compagnies :
- une CCL, ou compagnie de commandement et de logistique, regroupant tous les services projetables nécessaires au commandement du régiment en opérations (transmissions, bureau opération, infirmiers, section transport, maintenance, etc.) ;
- cinq compagnies de combat constituées chacune d'une section de commandement, d'une section d'appui (tireurs d'elite, mortiers de 81 mm-LLR et missiles antichars Milan) et de trois sections de combat ;
- une CA ou compagnie d'appui, constituée d'une section « commandement », d'une section d'aide à l'engagement (quatre patrouilles de reconnaissance de deux VBL), d'une section d'appui direct équipée de missiles antichars Milan (remplacée dans les années 2020 par AKERON MP) et de mitrailleuses lourdes, et d'une section de tireurs d'élite (équipée de fusils PGM en calibre 12,7 mm « binômés » avec des tireurs FRF2) ;
- une compagnie de réserve (8e compagnie/unité d'intervention de réserve) composée d'une section « commandement » et de deux sections de combat.

## Personnalités ayant servi au sein de l'unité
Unité faite Compagnon de la Libération, la 13e DBLE a compté dans ses rangs 96 officiers, sous-officiers et hommes de troupe fait Compagnons de la Libération à titre individuel. Parmi eux, 24 sont Morts pour la France

### Compagnons Morts pour la France
- Dimitri Amilakvari (1906-1942), prince géorgien, 3e commandant de la demi-brigade, Mort pour la France le 24 octobre 1942 à El-Alamein
- Joseph Bakos (1902-1944), hongrois, Mort pour la France le 26 octobre 1944 à Ronchamp
- Jacques Beaudenom de Lamaze (1912-1942), Mort pour la France le 11 juin 1942 à Bir-Hakeim
- Henri Bénévène (1906-1945), suisse, Mort pour la France le 14 avril 1945 à L'Escarène[34]
- François Bolifraud (1917-1942), Mort pour la France le 11 juin 1942 à Bir-Hakeim[35]
- Gabriel Branier (1904-1942), Mort pour la France le 24 octobre 1942 à El-Alamein
- Augusto Bruschi (1920-1941), italien, Mort pour la France le 14 mars 1941 à Keren
- Émile Da Rif (1914-1943), italien, Mort pour la France le 12 mai 1943 près d'Enfidaville
- Dino Del Favero (1910-1941), italien, Mort pour la France le 15 mars 1941 à Keren
- Jean Devé (1897-1942), Mort pour la France le 11 juin 1942 à Bir-Hakeim
- Jean Éon (1915-1945), Mort pour la France le 28 janvier 1945 à Grussenheim
- Joseph de Ferrières de Sauvebœuf (1918-1944), Mort pour la France le 21 mai 1944 à Pontecorvo
- André Genet (1914-1945), Mort pour la France le 5 février 1945 à Châtenois (Bas-Rhin)
- Jean Jaouen (1918-1945), Mort pour la France le 30 mai 1945 à Juan-les-Pins[36]
- Imre Kocsis (1910-1944), hongrois, Mort pour la France le 3 décembre 1944 à Bourbach-le-Haut
- Michel Larine (1906-1942), russe, Mort pour la France le 11 juin 1942 à Bir-Hakeim[37]
- Pierre de Maismont (1911-1944), Mort pour la France le 18 octobre 1944 à Camberley
- Etelvino Perez (1919-1944), espagnol, Mort pour la France le 25 mai 1944 à Pontecorvo
- Ange Pois (? - 1941?) porté disparu en juin 1941 pendant la campagne d'Érythrée[38]
- Jean Proszeck (1915-1944), polonais, Mort pour la France le 18 juin 1944 à Radicofani
- Louis Ricardou (1910-1944), Mort pour la France le 5 août 1944 à Perrières
- Jean-Marie Souberbielle (1899-1942), Mort pour la France le 24 octobre 1942 à El-Alamein
- Jacques Tartière (1915-1941), franco-américain, Mort pour la France le 20 juin 1941 à Damas
- Ettore Toneatti (1910-1941), italien, Mort pour la France le 15 mars 1941 à Keren

### Autres Compagnons de la Libération
- Alain Agenet (1922-1977), colonel français, plus jeune officier de la 13e DBLE pendant la deuxième guerre mondiale
- Gabriel Bablon (1905-1956), officier français, commandant de la demi-brigade à deux reprises en 1942 et en 1946 ;
- Roger Barberot (1915-2002), chef de section en 1941 ;
- Jacques Bourdis (1920-2007), général français ;
- René Briot (1913-1991), sous-officier français ;
- Gabriel Brunet de Sairigné (1913-1948), officier français, 8e commandant de la demi-brigade ;
- Gustavo Camerini (1907-2001), officier d'origine italienne ;
- Alfred Maurice Cazaud (1893-1970), général français, 2e commandant de la demi-brigade ;
- Michel Cruger (1915-1979), sous-officier d'origine polonaise ;
- André Dammann (1901-1951), caporal à la 13e DBLE puis officier du BCRA ;
- Pierre Dureau (1915-2006), officier français ;
- Hermann Eckstein (1903-1976), sous-officier d'origine allemande ;
- Rudolf Eggs (1915-2001), officier d'origine suisse ;
- André Gallas (1915-1956), sous-officier français ;
- Hubert Germain (1920-2021), dernier survivant des Compagnons de la Libération.
- William Gould (1913-1980), officier d'origine suisse ;
- John F. Hasey (1916-2005), officier d'origine américaine ;
- Yves Jullian (1918-1983), géologue, simple soldat puis officier, à la 13e DBLE de 1940 à 1945 ;
- Marie-Pierre Kœnig (1898-1970), maréchal de France, capitaine à la 13e DBLE au début de la Seconde Guerre mondiale ;
- André Lalande (1903-1995), général français, chef du 1er bataillon ;
- Georges Laouénan (1920-1983), aspirant en 1940 à 13e DBLE où il est capitaine en 1945, colonel ;
- Joseph Léonard (1912-1999), sous-officier d'origine belge ;
- André Lichtwitz (1899-1962), médecin-colonel, médecin personnel du général de Gaulle ;
- Raoul Magrin-Vernerey (1892-1964), dit Raoul Monclar, général français, 1er commandant de la demi-brigade ;
- Pierre de Maismont (1911-1944), officier français ;
- Claude Mantel (1916-1994), officier français ;
- Paul Mélis (1921-1982), officier français ;
- Jacques Menestrey (1914-1997), pharmacien-militaire français ;
- Pierre Messmer (1916-2007), Premier ministre, ministre de la Défense, académicien, capitaine au début de la Seconde Guerre mondiale.
- Rémond Monclar (1894-1972), officier français, cousin de Raoul Monclar[39] ;
- René Mondenx (1911-1971), sous-officier français ;
- Jacques Mouchel-Blaisot (1920-1990), officier français ;
- René Morel (1908-1974), général français, officier pendant la seconde guerre mondiale et chef de corps pendant la guerre d'Indochine ;
- Jules Muracciole (1906-1995), officier français ;
- Louis Nicolas (1913-1975), sous-officier français ;
- Jacques Pâris de Bollardière (1907-1986), général français, capitaine en 1940 ;
- Jacques Pernet (1911-2002), officier français ;
- Paul Prets (1919-1996), sous-officier d'origine hongroise ;
- Jacques Rouleau (1922-2008), sous-officier français ;
- Josef Rysavy (1904-1946), sous-officier d'origine austro-hongroise ;
- Bernard Saint-Hillier (1911-2004), général français, 6e commandant de la demi-brigade ;
- Charles Santini (1912-1986), sous-officier français ;
- Jean-Pierre Sartin (1917-1993), officier français ;
- Jean Simon (1912-2003), général français, capitaine à la 13e DBLE en 1940 ;
- Alexandre Ter Sarkissoff (1911-1991), officier français ;
- Roland Terrier (1917-1976), capitaine au long cours ;
- Richard Verheust (1912-1988), sous-officier belge ;
- Michel Verstraete (1918-1968), sous-officier belge ;
- Otto Wagner (1902-1974), officier d'origine tchécoslovaque ;

### Autres personnalités
- Fernand Audier (1897-1967), compositeur français, engagé en juillet 1940 ;
- Emmanuel Beth (1952-2018), général français, 36e commandant de la demi-brigade (1994-1996) ;
- Siegfried Freytag (1919-2003), aviateur allemand de la Seconde Guerre mondiale, sert à la 13e DBLE à Djibouti dans les années 1950 ;
- Jules Gaucher (1905-1954), officier français, 13e commandant de la demi-brigade (1953-1954), tué au combat à lors de la bataille de Diên Biên Phu ;
- Jacques Hogard (né en 1955), officier français;
- René Imbot (1925-2007), général français, officier à la 13e DBLE en Indochine ;
- Paul Lardry (1928-2012), général français, 26e commandant de la demi-brigade (1974-1976) ;
- Martín Bernal Lavilla, fuyant l'Espagne franquiste ;
- Susan Travers (1909-2003), militaire britannique.